# Проглотид
Проглотид (на латински: Proglottis) се нарича членчето на цестода, част от неговата стробила. На брой членчетата варират според видовете от 3 при Echinococcus granulosus до няколко хиляди при свинската и говеждата тения. Формата може да бъде трапецовидна, правоъгълна или елипсовидна. В зависимост от степента на развитие на половите органи в членчетата те биват: ювенилни – най-младите и малки по размери, разположени в близост до шийката, в които няма развити полови органи и зрели, разположени в края на стробилата. В зрелите проглотиди паренхимната тъкан е изместена почти изцяло от матката, изпълнена с яйца. С преместването назад в стробилата яйцата в матката постепенно узряват. Членчето се откъсва и чрез фекалиите попада извън организма. Тук проглотидът се разкъсва и отделя яйцата. При някои видове проглотидът има автономна подвижност, благодарение на която излиза извън ануса и попада върху кожата на гостоприемника.